# Pseudochthonius galapagensis
Pseudochthonius galapagensis är en spindeldjursart som beskrevs av Beier 1977. Pseudochthonius galapagensis ingår i släktet Pseudochthonius och familjen käkklokrypare. Inga underarter finns listade i Catalogue of Life.